# Rozjaliv, Radehiv
Rozjaliv (în ucraineană Розжалів) este localitatea de reședință a comunei Rozjaliv din raionul Radehiv, regiunea Liov, Ucraina.

## Demografie
Componența lingvistică a localității Rozjaliv
     Ucraineană (100%)
Conform recensământului din 2001, toată populația localității Rozjaliv era vorbitoare de ucraineană (100%).